# Ломмач
Ломмач (нім. Lommatzsch) — місто в Німеччині, розташоване в землі Саксонія. Входить до складу району Майсен.
Площа — 66,47 км2. Населення становить 4807 ос. (станом на 31 грудня 2020).